# Monreale Calabrese o Nero d'Avola
Monreale Calabrese o Monreale Nero d'Avola è un vino a DOC la cui produzione è regolamentata con D.M. 2 novembre 2000, in materia di "Riconoscimento dei vini a denominazione di origine controllata 'Monreale' ed approvazione del relativo disciplinare di produzione", pubblicato sulla gazzetta ufficiale del 14 novembre 2000, n. 266, prodotto nei comuni di Monreale, Piana degli Albanesi, Camporeale, San Giuseppe Jato, San Cipirello, Santa Cristina Gela, Gela, Corleone, e Roccamena, tutti in provincia di Palermo.

## Vitigni con cui è consentito produrlo
- Nero d'Avola minimo 85%.
- Altri vitigni a bacca rossa raccomandati e/o autorizzati per la città metropolitana di Palermo, da soli o congiuntamente, fino ad un massimo del 15%.

## Caratteristiche organolettiche
- colore: rosso rubino;
- profumo: delicato, caratteristico, fruttato;
- sapore: asciutto, corposo, armonico.

## Produzione
Provincia, stagione, volume in ettolitri

## Monreale Calabrese o Nero d'Avola riserva
Il Monreale Calabrese riserva o Monreale Nero d'Avola riserva è un vino che presenta gli stessi parametri del Monreale Calabrese o Nero d'Avola, salvo il titolo alcolometrico volumico naturale minimo di 12,50%.
Esso deve essere inoltre invecchiato per almeno due anni (a partire dal 1º novembre dell'anno di produzione delle uve) e presentare le seguenti caratteristiche organolettiche:
- colore: dal rosso rubino carico al granata;
- profumo: intenso, armonico;
- sapore: asciutto, caratteristico, strutturato.